# بنجامين باتسون
بنجامين باتسون (بالإنجليزية: Benjamin Batson)‏ هو مؤرخ سنغافوري، ولد في 1942، وتوفي في 1996.